# Aloe johannis
Aloe johannis là một loài thực vật có hoa trong họ Măng tây. Loài này được J.-B.Castillon mô tả khoa học đầu tiên năm 2006.